# مرسيدس بنز 500 اي
مرسيدس بنز 500 اي (بالإنجليزية: Mercedes-Benz 500E)‏ هي سيارة من شركة مرسيدس بنز أنتجت في عام 1990 وتوقف إنتاجها في 1994.